# Eugen Nilsson
Eugen Nilsson (18 de octubre de 1885 - 5 de septiembre de 1924) fue un actor y cantante de nacionalidad sueca.

## Biografía
Su nombre completo era Hugo Eugen Nilsson, y nació en Norrköping, Suecia. Debutó como actor teatral en 1905 en el Folkteatern de Norrköping, actuando en 1907 para Axel Engdahl y más adelante para Ernst Rolf. Además, actuó en un total de nueve películas rodadas entre 1912 y 1924. Fue también cantante, grabando docenas de discos.
Eugen Nilsson falleció en Estocolmo, Suecia, en el año 1924. Había estado casado con la actriz Ingeborg Nilsson.

## Filmografía
- 1912 : Kolingens galoscher
- 1912 : Samhällets dom
- 1912 : Två bröder
- 1912 : Två svenska emigranters äfventyr i Amerika
- 1919 : Ingmarssönerna
- 1922 : Anderssonskans Kalle
- 1922 : Thomas Graals myndling
- 1924 : Dan, tant och lilla fröken Söderlund
- 1924 : Löjen och tårar

## Teatro (selección)

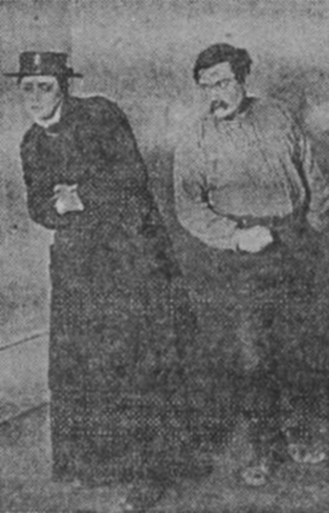
Tollie Zellman y Eugen Nilsson en Silverasken en 1915

- 1910 : Småstadsfolk, de Algot Sandberg, Folkteatern[6]
- 1910 : Lidingökungen, de Harald Leipziger, Folkteatern[7]
- 1911 : Här ska valsas, de Oscar Hemberg y Otto Hellkvist, Folkteatern[8]
- 1911 : Papageno, de Rudolf Kneissl, Folkteatern[9]
- 1911 : Ljusets riddarvakt, de Ture Nerman, Folkteatern[10]
- 1911 : 33.333, de Algot Sandberg, Folkteatern[11]
- 1912 : Ostindiska kompaniet eller Vad ni vill?, de Oscar Hemberg y Otto Hellkvist, Folkteatern[12]
- 1914 : Pojkarna på Storholmen, de Sigurd Wallén, Folkteatern[13]
- 1915 : Fröken Tralala, de Jean Gilbert, Georg Okonkowski y Leo Leipziger, Folkteatern[14]
- 1915 : Silverasken, de John Galsworthy, Folkteatern[15]
- 1915 : Kring kvinnan, Folkteatern[16]
- 1915 : Lika barn leka bäst, de Sigurd Wallén, Folkteatern[17]
- 1915 : Tattar-Ingrid, de Algot Sandberg, dirección de Algot Sandberg, Folkteatern[18]
- 1915 : I mobiliseringstider, de Gustav von Moser, Folkteatern[19]
- 1916 : Här jobbas, de Otto Hellkvist, Folkteatern[20]
- 1917 : Nybroplan 2, de Oscar Engel y A.F.V Körber, dirección de Axel Hultman, Södra Teatern[21]
- 1918 : Tokstollar, de Emil Norlander, Södra Teatern[22]
- 1920 : Kvinnan du gav mig, de Ernst Rolf, dirección de Ernst Rolf y Einar Fröberg, Komediteatern[23]
- 1921 : Än leva de gamla gudar, de Otto Hellkvist, dirección de Svasse Bergqvist, Vasateatern[24]
- 1923 : Ebberöds bank, de Axel Breidahl y Axel Frische, dirección de Sigurd Wallén, Södra Teatern[25]